# Friedrich Colonna von Fels

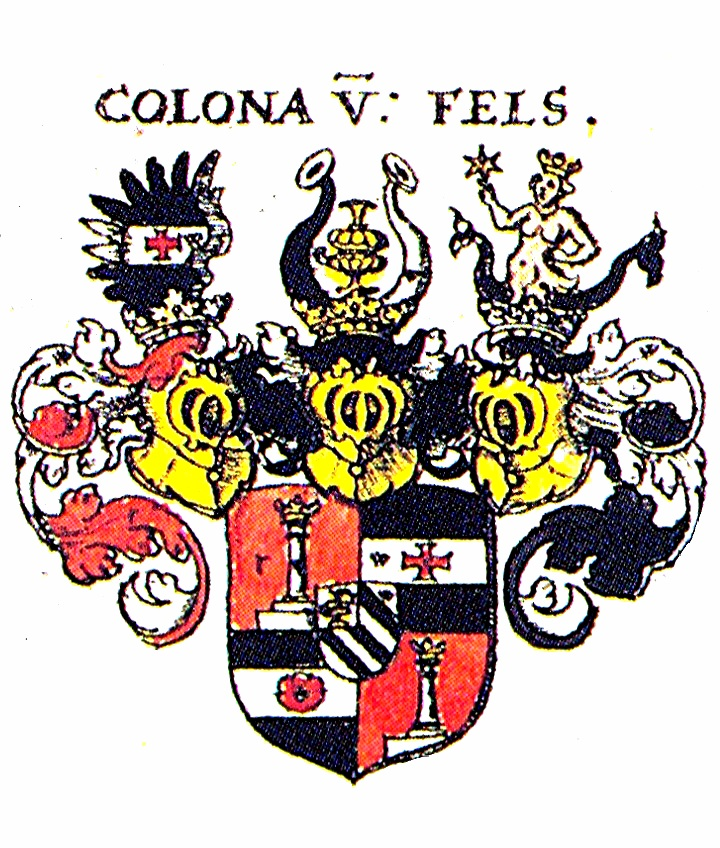
Wappen der Colonna von Fels

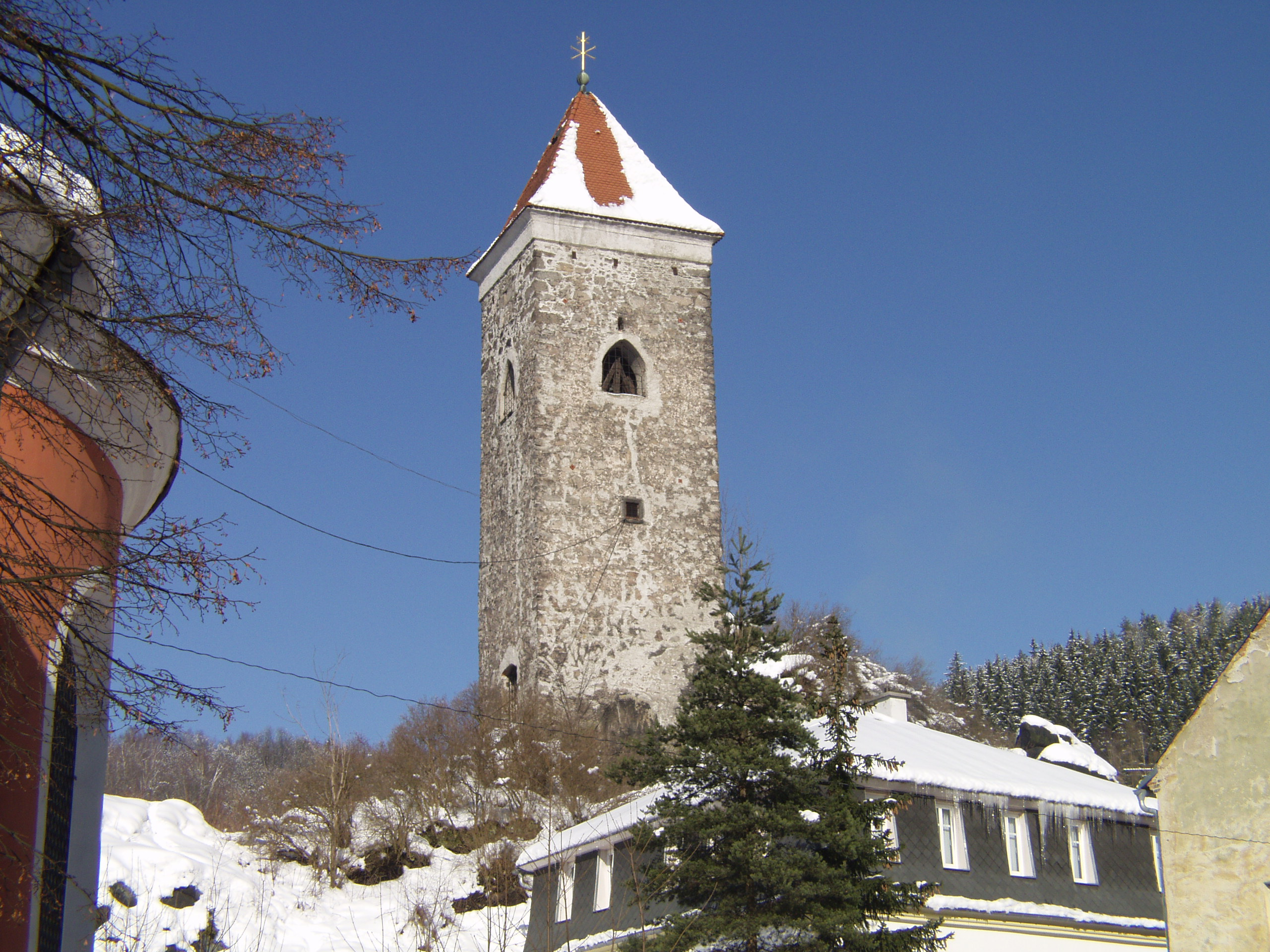
Burg Neudek

Friedrich Caspar Colonna Freiherr von Fels (* 25. Juli 1575; † 2. April 1614 in Gabhorn) war ein böhmischer Adliger, Gutsbesitzer und fürstlich-brixischer Erbkämmerer.

## Leben

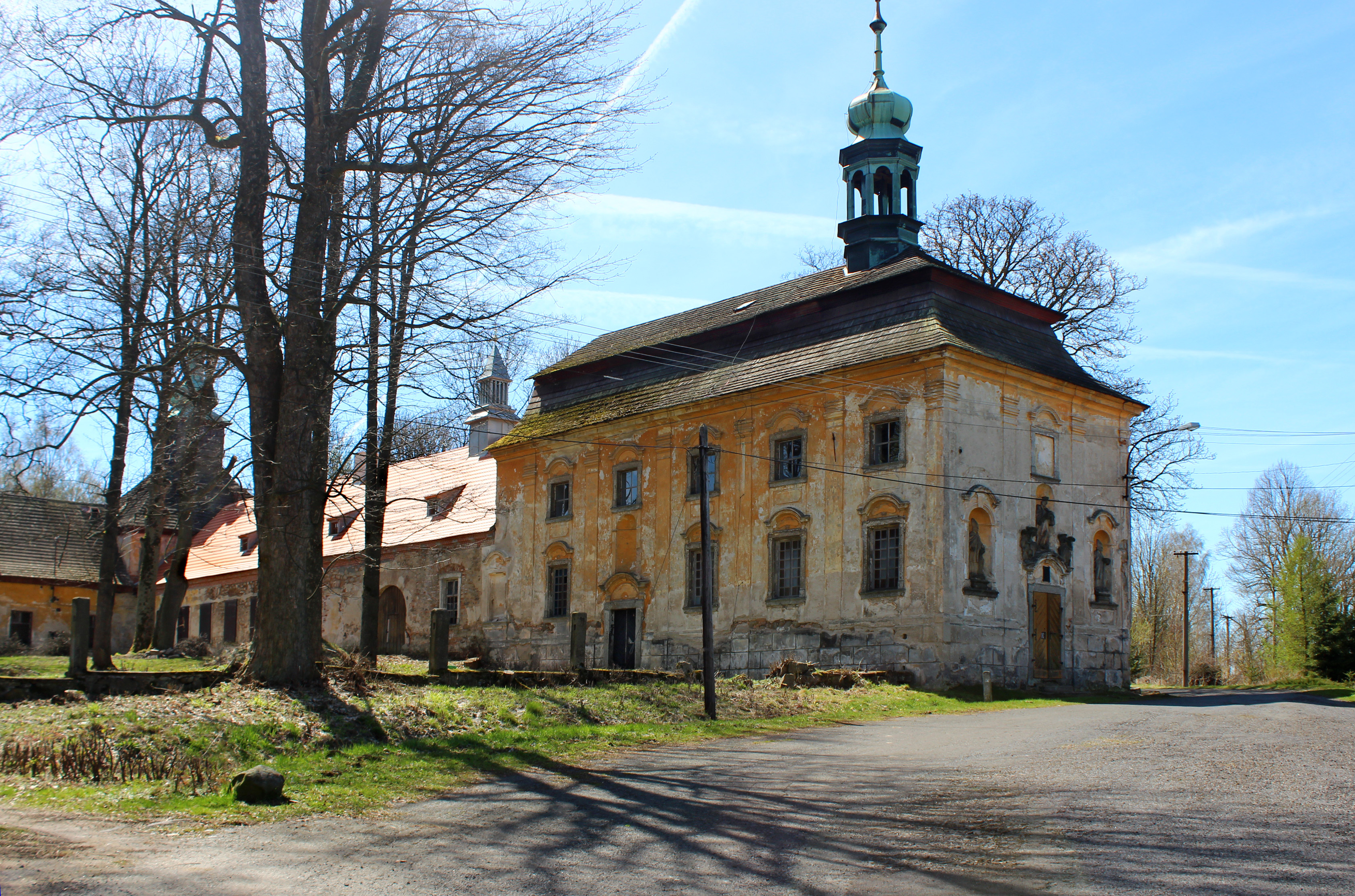
Schloss Gabhorn

Er stammte aus dem böhmischen Zweig des tirolerischen Adelsgeschlecht Colonna von Fels. Seine Eltern waren der kaiserliche Rat und Oberstkämmerer Erzherzog Karls, Caspar Colonna Freiherr von Fels (1525–1577), Enkel des Landeshauptmanns an der Etsch Leonhard von Völs und dessen Ehefrau Anna Caroline, geborene Gräfin Schlick (1535–1590). Der kaiserliche Feldmarschall und Heerführer Leonhard Colonna von Fels war sein Bruder. 1561 wurde sein Vater in den böhmischen Herrenstand aufgenommen und kaufte 1570 von Dietrich von Vitzthum das Gut Engelhaus. Nach dem Caspar Colonna 1577 starb, wurde das Erbe unter seinen Söhnen aufgeteilt und deren Mutter zum Vormund erklärt. Friedrich Colonna erhielt eine protestantische Erziehung. 1595 absolvierte er eine militärische Ausbildung und kämpfte in Folge als Soldat an der Seite des kaiserlichen Heerführers Melchior von Redern in Oberungarn, worauf er das Militär verließ. Am 23. November 1600 vermählte er sich mit Anna Barbara von Schönburg (1583–1625), der Tochter von Wolf III. von Schönburg-Glauchau und Waldenburg (1556–1612) aus dem Hause Schönburg. Zu den Feierlichkeiten waren die verwitwete Kurfürstin Sophie, sowie die Prinzen Christian, Johann Georg und August von Sachsen geladen, jedoch nicht persönlich erschienen. Die Herrschaft Neudek die ihm sein Vetter Stephan Schlick am 22. Februar 1602 für einen Kaufpreis von 69.000 Schock Meissner Groschen übertrug, wurde zu seinem Hauptwohnsitz. Der eifrige Lutheraner förderte in seinem Herrschaftsgebiet die Reformation und versah die örtliche Kirchengemeinde ausschließlich mit evangelischen Pastoren. Seiner Leichenpredigt zufolge stellte er Geld zum Bau einer Kirche bereit und verteilte einen halben Taler aus seinem Eisenwerk an arme Untertanen. Er starb noch vor Ausbruch des Dreißigjährigen Krieges am 2. April 1614 plötzlich auf Gabhorn im Alter von 39 Jahren. Sein Leichnam wurde am 28. April 1614 in einem Trauerzug von Gabhorn nach Neudek überführt und am 30. April des Jahres in der Pfarrkirche St. Martin beigesetzt. Die erste Leichenpredigt hielt der Hofprediger Johann Rebhun, die zweite der Pfarrer Valentin Löwe. Sie wurde in Leipzig zum Druck gegeben.
Nach seinem Tod führte seine Witwe Anna Barbara Colonna von Fels für den unmündigen Sohn Wolf Caspar die Herrschaft über Neudek, Gabhorn und andere Besitzungen. Nach der Schlacht am Weißen Berg wurden seine Söhne Johann Georg, Wilhelm und Wolf Leonhard wegen ihrer Teilnahme an einer Rebellion gegen den Kaiser und der Unterstützung an dem sächsischen Überfall von 1631, von der friedländischen Kommission angeklagt, die Familiengüter entzogen und die Familie als aus Böhmen vertrieben. Über die Colonna herrschte seither in der böhmischen Landtafel "Stillschweigen". Johann Georg Colonna von Fels, vom sächsischen Kurfürsten zum Kriegskommissar von Eger und des Elbogener Kreises ernannt, wurde in der Schlacht bei Lützen schwer verwundet und starb nach wenigen Tagen in Naumburg. Sein Schwiegersohn war der in schwedischen Diensten stehende, 1635 hingerichtete Feldmarschall Johann Philipp Cratz von Scharffenstein.   

## Familie
Seiner mit Anna Barbara von Schönburg geschlossenen Ehe entsprangen zehn Kinder, folgende sind bekannt:
- Anna Elisabeth († 27. Dezember 1669 in Prag), ⚭ 1625 Johann Philipp Cratz von Scharffenstein, schwedischer Feldmarschall
- Wolff Caspar (*/† 1603 in Neudek)
- Joannes Georgius (* 1604 in Neudek; † 1632 in Naumburg), kursächsischer Kriegskommissar[8]
- Wilhelmus (* 1605 in Neudek)
- Anna Barbara (* 1606 in Neudek; † 1608 ebenda)
- Casparus (* 1607 in Neudek; † 1623 in Karlsbad)
- Wolfgang Leonhard (* 1609 in Neudek)

### Vorfahren
| Friedrich Colonna von Fels | Jakob Caspar Colonna von Fels | Melchior Colonna von Völs | Leonhard von Völs        |
| Friedrich Colonna von Fels | Jakob Caspar Colonna von Fels | Melchior Colonna von Völs | Regina von Thun          |
| Friedrich Colonna von Fels | Jakob Caspar Colonna von Fels | Sidonia von Ortenburg     | Ulrich II. von Ortenburg |
| Friedrich Colonna von Fels | Jakob Caspar Colonna von Fels | Sidonia von Ortenburg     | Veronika von Aichberg    |
| Friedrich Colonna von Fels | Anna Karoline Schlick         | Lorenz Schlick            | Kaspar II. Schlick       |
| Friedrich Colonna von Fels | Anna Karoline Schlick         | Lorenz Schlick            | Elisabeth von Gutenstein |
| Friedrich Colonna von Fels | Anna Karoline Schlick         | Katharina von Wartenberg  | Prokop von Wartenberg    |
| Friedrich Colonna von Fels | Anna Karoline Schlick         | Katharina von Wartenberg  | Anna von Sahlhausen      |